# فردمان
فردمان (به لهستانی:  Frydman) یک روستا در لهستان است که در گمینا واپشه نگژنه واقع شده‌است.
 فردمان  ۱٬۶۰۰ نفر جمعیت دارد.